# Accusing Evidence

Accusing Evidence est un film muet américain réalisé par Allan Dwan et sorti en 1916.

## Fiche technique
- Réalisation : Allan Dwan
- Durée : 10 minutes
- Date de sortie : États-Unis : 1916

## Distribution
- Murdock MacQuarrie
- Pauline Bush
- Lon Chaney